# Ocnerioxa undata
Ocnerioxa undata är en tvåvingeart som först beskrevs av Mario Bezzi 1920.  Ocnerioxa undata ingår i släktet Ocnerioxa och familjen borrflugor.
Artens utbredningsområde är Malawi. Inga underarter finns listade i Catalogue of Life.